# Oswald Wirth

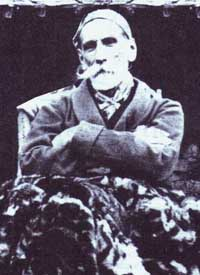
Oswald Wirth

Oswald Wirth (Brienz, 5 agosto 1860 – Mouterre-sur-Blourde, 9 marzo 1943) è stato un esoterista, astrologo e scrittore svizzero.

## Biografia
Il suo nome completo era Joseph Paul Oswald Wirth. Nacque verso le 9 del mattino a Brienz, piccolo borgo svizzero di 2 500 abitanti, sulle rive del lago omonimo. Aveva altri tre fratelli e una sorella. Due fratelli morirono in tenera età e Edward, ufficiale zuavo, morì in battaglia nel 1894. La sorella Elise, nata nel 1875, fu la compagna di Oswald dalla sua giovinezza fino alla morte. Oswald Wirth morì il 9 marzo 1943, alle ore 11. Fu sepolto nel cimitero di Mouterre sur Blourde, a sud di Poitiers.
Interessato all'esoterismo e al simbolismo, fu affiliato alle principali società segrete, tra le quali la  Philalèthes Society. Studiò da vicino il pensiero di Eliphas Lévi, e divenne amico di personalità come Gérard Encausse ("Papus"), Joséphin Péladan e Stanislas de Guaita.
I suoi studi, sempre nel solco dell'esoterismo, si diressero anche verso la Massoneria e l'Astrologia. Nell'opera Le Symbolisme Hermétique, dans ses rapports avec la Franc-Maconnerie et l'Alchimie, del 1910, cercò di penetrare i segreti e i significati dell'Alchimia, o "Arte Regia".
Credendo nella universalità del simbolo, Oswald Wirth si sforzò di ricondurre i diversi insegnamenti esoterici ad una matrice comune, tramite l'uso di un sistema generale di simboli derivati dal "pensiero magico". Ancora oggi la conoscenza dei suoi testi è considerata imprescindibile per i cultori dell'argomento, che siano esoteristi o appassionati, tanto che sono attive continue ristampe dei suoi trattati. Di particolare rilevanza viene considerata la sua teoria sul simbolismo ermetico.

### La Massoneria
Fu iniziato in massoneria il 28 gennaio 1884 nella loggia La Bienfaisance Châlonnaise del Grande Oriente di Francia. Tornato a Parigi e diventato il segretario di Stanislas de Guaita, si è affiliato alla loggia Les Amis Triomphants. Insoddisfatto, nel 1889 si affilia alla loggia Le Travail et les Vrais Amis Fidèles, della Grande Loggia simbolica scozzese, della quale sarà a più riprese il Maestro venerabile. Questa loggia entrerà nella  Grande Loggia di Francia verso la fine del  1898.

## Tarocchi

### La collaborazione con Stanislas de Guaita
Nel 1887 ricevette una lettera da Stanislas de Guaita, poeta ed esoterista francese, col quale instaurò subito un rapporto di amicizia, divenendone il segretario e collaboratore. Su de Guaita, ci dice: «Egli fu l'ispiratore dei miei studi che non ho mai abbandonato.»
Su sua richiesta approfondì lo studio e la simbologia dei Tarocchi. Sulla base dei cosiddetti Tarocchi di Marsiglia, ne ridisegnò i 22 Arcani Maggiori o Trionfi, cercando di recuperarne l'antico aspetto simbolico, nonché i giusti colori e significati esoterici. Il suo libro, del 1924, è il trattato forse più famoso e completo sui Tarocchi, e il suo mazzo di carte, sebbene non sia il più diffuso, è probabilmente il più rigoroso dal punto di vista esoterico e simbolico.
Il mazzo di Wirth è citato anche dal celebre studioso contemporaneo Alejandro Jodorowsky nel suo trattato La via dei Tarocchi, edito dalla casa editrice Feltrinelli e redatto in collaborazione con Marianne Costa. Nel testo Jodorowsky cita più volte le teorie dell'esoterista svizzero.

### La teoria sull'interpretazione
Oswald Wirth ritiene il simbolo un seme della conoscenza umana, insito nella collettività e di conseguenza comprensibile a tutti ed in grado di comunicare direttamente all'inconscio dell'individuo, risvegliandone la parte più vera ed ancestrale. In questo senso crede nell'universalità del simbolo, che sia astrologico o tarologico, e nel suo trattato "I Tarocchi" ricollega questi due ambiti.
Secondo Wirth un mazzo di Tarocchi è prima di tutto un trattato di filosofia espresso per immagini, che riporta riflessioni feconde e concrete ben lontane da quelle della filosofia astratti. In questo senso i Tarocchi erano una specie di istruzioni e consigli vitali espressi nell'unico linguaggio comprensibile al popolo quando la scrittura e la lettura erano ancora capacità elitarie: le immagini. I mazzi non avevano quindi solamente una funzione divinatoria, ma prima di tutto una funzione propedeutica, teoria approvata da diversi studiosi.
Secondo questa teoria nei tarocchi sono riportati, attraverso i simboli, degli Arcani Maggiori, i passi di un vero e proprio percorso iniziatico capace di guidare qualsiasi individuo alla saggezza necessaria per raggiungere una vita piena. Wirth esamina i Tarocchi non solo nel senso esoterico ma anche nel senso filosofico, astrologico e simbolico, andando a cercare le versioni originali delle Carte e cercando di scovare i simboli che nel tempo sono andati perduti, li considera un libro in cui trovare tutte le risposte esistenziali sul mistero della vita.
Wirth si distacca da una considerazione negativa o positiva dell'arcano, introducendo il concetto di attività e passività, in cui nessuno dei due stati è mai completamente negativo o completamente positivo. Wirth collega gli arcani maggiori alla simbologia dello zodiaco e delle costellazioni, tanto da creare delle tavole ed una carta del cielo basata sui Tarocchi.
La lettura dei Tarocchi da puro atto divinatorio diventa, nella concezione di Wirth, una forma di alta meditazione e introspezione, capace di guidare l'individuo nelle parti più profonde del sé e di consigliarlo e assisterlo nei momenti più bui della vita, nella confusione e nelle scelte cruciali.

#### Il metodo di smazzo
Oswald Wirth nel suo trattato propone una tecnica di lettura dei Tarocchi detta la croce semplice, che prevede l'utilizzo di 4 Arcani ed un quinto ricavato dalla somma delle quattro carte precedenti. Prima di scegliere le carte è necessario tagliare il mazzo tre volte e chiedere al consultante di scegliere un numero tra 1 e 22, poi scoprire la carta corrispondente al numero, annotarsela e reinserirla nel mazzo.

## Opere
- Oswald Wirth, L'imposizione delle mani. Le origini spirituali dell'energia terapeutica, Edizioni Mediterranee, 1999,  p. 184, ISBN 8827209832.
- Oswald Wirth, Il Poema di Ishtar, Tipheret, 2015,  p. 80, ISBN 8864961879.
- Oswald Wirth, La Massoneria resa comprensibile ai suoi adepti, 3 Voll : "L'apprendista", "Il compagno", "Il maestro", Atanòr, 1985.
- Oswald Wirth, I misteri dell'Arte Reale, Atanòr, 1981,  p. 168, ISBN 8871691709.
- Oswald Wirth, La regolarità massonica, Tipheret, 2013,  p. 184, ISBN 8864961313.
- Oswald Wirth, Il simbolismo astrologico, Atanòr, 1978,  p. 168, ISBN 8871691768.
- Oswald Wirth, Il simbolismo ermetico, Edizioni Mediterranee, 1978,  p. 220.
- Oswald Wirth, Stanislas de Guaita, Tipheret, 2014, ISBN 8864961690.
- Oswald Wirth, I Tarocchi, Edizioni Mediterranee, 1992, ISBN 8827201327.